# Клімат Урана
Клі́мат Урана — багаторічний режим погоди на Урані, одна з основних географічних характеристик планети.

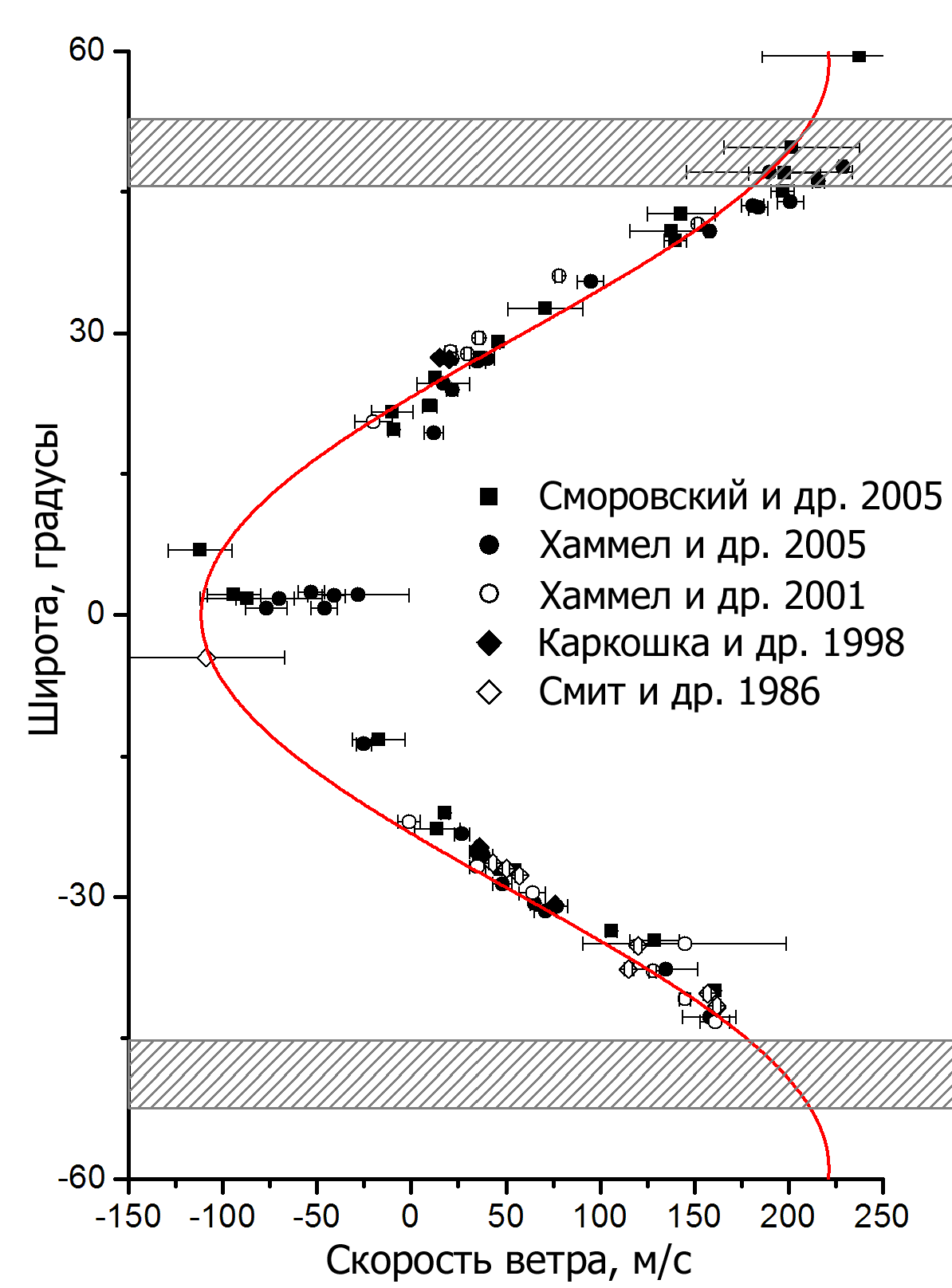
Зональні швидкості хмар на Урані

Знімки, зроблені «Вояджером-2» 1986 року, показали, що видиму південну півкулю Урана можна поділити на дві області: яскравий «полярний капюшон» і менш яскраві екваторіальні зони. Ці зони межують на широті −45°. Вузька смуга в проміжку між −45° і −50°, яка називається південним «кільцем», є найпомітнішою особливістю півкулі та видимої поверхні взагалі. «Капюшон» і кільце, ймовірно, розташовані в інтервалі тиску від 1,3 до 2 бар і є щільними хмарами метану
На жаль, «Вояджер-2» наблизився до Урана під час «південного полярного літа» і не зміг зафіксувати північне полярне коло. Однак на початку XXI століття, коли північну півкулю Урана вдалося роздивитися через космічний телескоп «Габбл» і телескопи обсерваторії Кека, ніякого «капюшона» чи «кільця» в цій частині планети виявлено не було. Таким чином, була відмічена чергова асиметрія в будові Урана, особливо яскравої поблизу південного полюса і рівномірно темної в областях на північ від «південного кільця».
Крім великомасштабної смугастої структури атмосфери, «Вояджер-2» відмітив 10 маленьких яскравих хмар, більша частина яких була відмічена в області кількох градусів на північ від «південного кільця»; у всіх інших відношеннях Уран виглядав «динамічно мертвою» планетою. Однак у 1990-х роках кількість зареєстрованих яскравих хмар значно збільшилася, причому більша їх частина була виявлена у північній півкулі планети, яка в цей час стала видимою. Перше пояснення цього (світлі хмари легше помітити у північній півкулі, ніж у яскравішій південній) не підтвердилося. В структурі хмар обох півкуль є відмінності: північні хмари менші, яскравіші та чіткіші. Судячи з усього, вони розташовані на більшій висоті. Час життя хмар буває різним — деякі з помічених хмар не проіснували і кількох годин, в той час як мінімум одна з південних збереглася з моменту прольоту біля Урана «Вояджера-2». Нещодавні спостереження Нептуна й Урана показали, що між хмарами цих планет є і багато схожого. Хоча погода на Урані спокійніша, на ньому, так само як і на Нептуні, були відмічені «темні плями» (атмосферні вихори) — 2006 року вперше в його атмосфері було помічено та сфотографовано вихор.

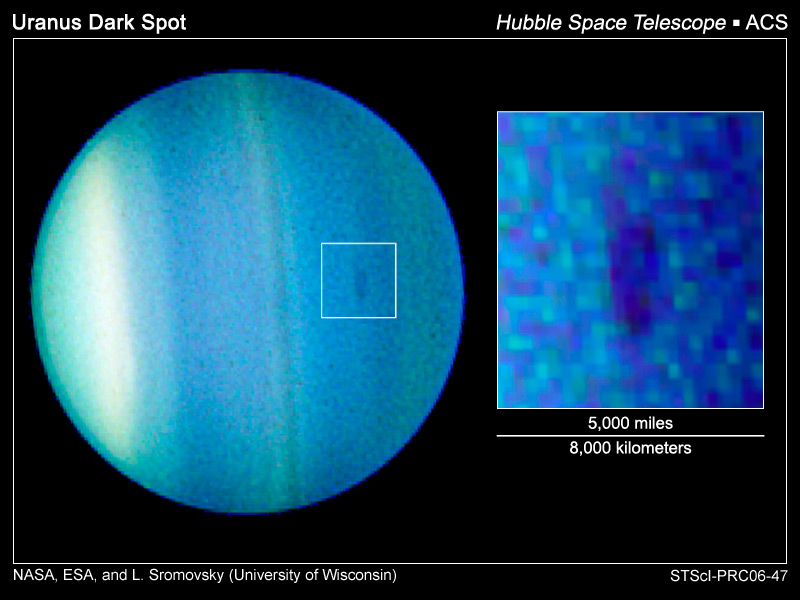
Перший атмосферний вихор, помічений на Урані. Знімок отриманий «Габблом»

Відстежування різних хмар дозволило визначити зональні вітри, що дмуть у верхній тропосфері Урана. На екваторі вітри є ретроградними, тобто дмуть у протилежному відносно обертання планети напрямку, і їхні швидкості (оскільки рух протилежний до обертання) становлять −100 і −50 м/с. Швидкості вітрів прямують до нуля зі збільшенням відстані від екватора аж до широти ±20°, де вітру майже немає. Вітри починають дути в напрямку обертання планети аж до полюсів. Швидкості вітрів починають рости, досягаючи свого максимуму в широтах ±60° і падаючи практично до нуля на полюсах. Швидкість вітру на широті −40° коливається від 150 до 200 м/с, а далі спостереженням заважає «південне кільце», яке своєю яскравістю затінює хмари і не дозволяє обчислити швидкість вітру ближче до південного полюса. Максимальна швидкість вітру, помічена на планеті, була зареєстрована у північній півкулі на широті +50° і дорівнює понад 240 м/с.

### Сезонні зміни

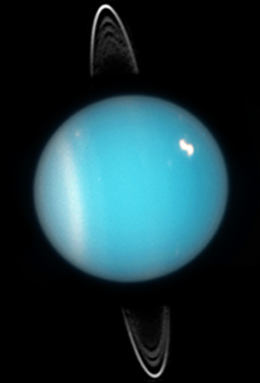
Уран. 2005 рік. Видно «південне кільце» і яскраву хмару на півночі

Протягом короткого періоду з березня по травень 2004 року в атмосфері Урана було помічено активнішу появу хмар, майже як на Нептуні. Спостереження зареєстрували швидкість вітру до 229 м/с (824 км/год) і постійну грозу, названу «феєрверком четвертого липня». 23 серпня 2006 року Інститут дослідження космічного простору (Боулдер, штат Колорадо, США) та Університет Вісконсина спостерігали темну пляму на поверхні Урана, що дозволило розширити знання про зміну пір року на цій планеті. Чому відбувається таке підвищення активності, точно невідомо — можливо, «екстремальний» нахил осі Урана призводить до «екстремальних» змін сезонів. Визначення сезонних варіацій Урана залишається лише справою часу, адже перші якісні відомості про його атмосферу були отримані менше ніж 84 роки тому (рік на Урані триває 84 земних років). Фотометрія, що почалася близько половини ураніанського року тому (в 1950-ті роки), показала варіації яскравості планети у двох діапазонах: з максимумами, що припадають на періоди сонцестоянь, і мінімумами під час рівнодень. Така періодична варіація була відмічена завдяки мікрохвильовим вимірюванням тропосфери, що почалися у 1960-ті роки. Стратосферні температурні вимірювання, що з'явилися в 1970-ті, також дозволили виявити максимуми під час сонцестоянь (зокрема, 1986 року). Більшість цих змін, ймовірно, відбувається через асиметрію планети.
Тим не менш, як показують дослідження, сезонні зміни на Урані не завжди залежать від зазначених вище факторів. В період свого попереднього «північного сонцестояння» 1944 року в Урана піднявся рівень яскравості в області північної півкулі — це показало, що вона не завжди була тьмяною. Видимий, повернутий до Сонця полюс під час сонцестояння набирає яскравість і після рівнодення стрімко темніє. Детальний аналіз візуальних і мікрохвильових вимірювань показав, що збільшення яскравості не завжди відбувається під час сонцестояння. Також відбуваються зміни в меридіанному альбедо. Нарешті, в 1990-ті роки, коли Уран покинув точку сонцестояння, завдяки космічному телескопу «Габбл» вдалося помітити, що південна півкуля почала помітно темніти, а північна — ставати яскравішою, в ній збільшувалася швидкість вітрів і ставало більше хмар, але простежувалася тенденція до прояснення. Механізм, що керує сезонними змінами, все ще недостатньо вивчений. Біля літніх і зимових сонцестоянь обидві півкулі Урана перебувають або під сонячним світлом, або в темряві відкритого космосу. Прояснення освітлених сонцем ділянок, мабуть, відбуваються через локальне потовщення туману і хмар метану в шарах тропосфери. Яскраве кільце на широті −45° також пов'язане з хмарами метану. Інші зміни у південній полярній області можуть пояснюватися змінами в нижчих шарах. Варіації зміни інтенсивності мікрохвильового випромінювання з планети, ймовірно, викликані змінами в глибинній тропосферній циркуляції, тому що товсті полярні хмари й тумани можуть перешкоджати конвекції. Коли наближається день осіннього рівнодення, рушійні сили змінюються, і конвекція може відбуватися знову.